# Dekanat Dorfen
Das Dekanat Dorfen war ein Dekanat der römisch-katholischen Kirche im Erzbistum München und Freising und gehörte zur Region Nord.
Territorial umfasste das Dekanat den Großteil des östlichen Landkreises Erding sowie Teile der Landkreise Landshut und Mühldorf. Ein Teil von Reichersdorf, einem Ortsteil der Gemeinde Vilsheim, bildete eine Exklave im Dekanat Geisenhausen.
Zum Dekanat gehörten 17 Pfarreien und eine Kuratie, die in fünf Pfarrverbänden organisiert waren.
Mit der Dekanatsreform 2024 wurde es dem neuen Dekanat Erding zugeschlagen.

## Liste der Pfarrverbände
| Pfarrverband                    | Verwaltungssitz                       | errichtet am     | Katholiken-Zahl (Stand 2008) |
| ------------------------------- | ------------------------------------- | ---------------- | ---------------------------- |
| Pfarrverband Dorfen             | Ruprechtsberg 6, 84405 Dorfen         | 1. Dezember 1990 | 7531                         |
| Pfarrverband Holzland           | Am Kirchberg 6, 84439 Steinkirchen    | 2. Februar 1984  | 4142                         |
| Pfarrverband Isen               | Bischof-Josef-Str. 8, 84424 Isen      | 1. Mai 1985      | 5928                         |
| Pfarrverband St. Wolfgang       | Pfarrer-Bichlmair-Weg 5, 84405 Dorfen | 1. Dezember 1991 | 4815                         |
| Pfarrverband Taufkirchen (Vils) | Paulusweg 2, 84416 Taufkirchen (Vils) | 1. März 1979     | 6112                         |

## Liste der Pfarreien
| Bild | Pfarrei                 | Pfarrkirche                                  | Pfarrverband                    | Katholiken-Zahl (Stand 2008) |
| ---- | ----------------------- | -------------------------------------------- | ------------------------------- | ---------------------------- |
|      | Dorfen                  | Mariä Himmelfahrt                            | Pfarrverband Dorfen             | 6338                         |
|      | Oberdorfen              | St. Georg                                    | Pfarrverband Dorfen             | 1193                         |
|      | Hohenpolding            | Mariä Heimsuchung                            | Pfarrverband Holzland           | 1099                         |
|      | Inning am Holz          | St. Stephanus                                | Pfarrverband Holzland           | 1100                         |
|      | Steinkirchen            | St. Johannes Baptist und Johannes Evangelist | Pfarrverband Holzland           | 660                          |
|      | Burgharting             | Sankt Vitus                                  | Pfarrverband Holzland           | 362                          |
|      | Schröding               | St. Nikolaus                                 | Pfarrverband Holzland           | 921                          |
|      | Isen                    | St. Zeno                                     | Pfarrverband Isen               | 3167                         |
|      | Lengdorf                | St. Peter                                    | Pfarrverband Isen               | 1654                         |
|      | Pemmering               | St. Margareth                                | Pfarrverband Isen               | 933                          |
|      | Kuratie Watzling        | St. Nikolaus                                 | Pfarrverband Isen               | 174                          |
|      | St. Wolfgang bei Dorfen | St. Wolfgang                                 | Pfarrverband St. Wolfgang       | 2315                         |
|      | Schönbrunn              | St. Zeno                                     | Pfarrverband St. Wolfgang       | 384                          |
|      | Schwindkirchen          | Mariä Himmelfahrt                            | Pfarrverband St. Wolfgang       | 2116                         |
|      | Hofkirchen              | Mariä Geburt                                 | Pfarrverband Taufkirchen (Vils) | 304                          |
|      | Moosen                  | St. Stephanus                                | Pfarrverband Taufkirchen (Vils) | 1525                         |
|      | Taufkirchen (Vils)      | St. Pauli Bekehrung                          | Pfarrverband Taufkirchen (Vils) | 3831                         |
|      | Wambach                 | St. Lampertus                                | Pfarrverband Taufkirchen (Vils) | 452                          |